# Lugazi FC
Der Lugazi Football Club ist ein ugandischer Fußballverein aus Lugazi im Distrikt Buikwe. Aktuell, Stand Oktober 2024, spielt der Verein in der ersten Liga, der Ugandan Super League.

## Geschichte
Der Verein wurde 2010 als Kampala University FC gegründet. 2020 wurde der Verein in Lugazi FC umbenannt. 2023/24 wurde man Meister der zweiten Liga und stieg somit in die erste Liga auf.

## Erfolge
- Ugandischer Zweitligameister: 2023/24  ▲

## Stadion
Der Verein trägt seine Heimspiele im Lugazi FC Stadium in Lugazi im Distrikt Buikwe aus. Das Stadion hat ein Fassungsvermögen von 1000 Personen.

## Trainer
| Trainer        | Nation | von          | bis |
| -------------- | ------ | ------------ | --- |
| Sadick Sempigi | Uganda | 4. Juli 2024 |     |